# Рэй, Джон (экономист)
Джон Рэй (англ. John Rae; 1 июня 1796, Абердин, Шотландия — 12 июля 1872, Нью-Йорк, США) — американский экономист, врач и учитель.

## Биография
Джон родился шестым ребёнком 1 июня 1796 года в Абердине, в семье шотландского грузоотправителя и судостроителя.
В 1815 году окончил колледж Маришала при Абердинском университете с магистерской степенью по искусству и продолжил образование в Эдинбургском университете, где изучал медицину, в 1817 году продолжил медицинское образование в Париже, но в 1818 году пришлось посетить Норвегию, после чего вернулся в Эдинбург, где женился.
В 1822 году он эмигрировал вместе с женой в Канаду, где занимался преподаванием и врачебной практикой в Уильямстауне, в 1831—1832 годах проживал в Квибеке, Монреале, писал статьи по экономике в местные журналы.
После публикации своей книги занял должность директора гимназии в Гамильтоне, в провинции Онтарио. Во время восстания 1837 года служил в Канадских вооружённых силах и воевал возле Ниагары. В 1839 году был отправлен в отставку с должности директора школы с формулировкой «нестандартное мышление по религиозным вопросам». В 1849 году, после смерти жены, Рэй переехал в Бостон, потом в Нью-Йорк.
Во время золотой лихорадки в 1848 году был врачом в Калифорнии, затем в 1851 году жил в Мауи, Гавайи работал учителем, судьёй и врачом.
В 1871 году он вернулся в Америку, а 12 июля 1872 года умер в Стейтен-Айленде, Нью-Йорке, во время посещения бывшего студента. Через неделю его тело прибыло в Оркни. Он был похоронен в соборе Святого Магнуса.

## Память
Канадская экономическая ассоциация учредила раз в два года премию Джона Рэя с 1994 года.

## Основной вклад в науку
В книге «Изложение некоторых новых принципов в области политической экономии» 1834 года Джон излагает два принципа теории капитала австрийской школы: дополнительный капитал увеличивает выпуск только посредством «удлинения» периода производства, и некоторый объём выпуска в будущем всегда ценится меньше, чем тот же объём выпуска в настоящий момент, из-за временных предпочтений. Эти два принципа указывали на детерминанты ставки процента со стороны предложения и со стороны спроса соответственно. Джон добавил анализ этих двух элементов в исследование социальных и культурных сил, которые определяют «эффективное стремление к накоплению» как состязание между техническим процессом и временными предпочтением.
Джон предлагал, что страны стимулируют «эффективное стремление к накоплению» посредством патентного законодательства, налогообложения предметов роскоши, регулирования банков, субсидирования образования и защиты новых отраслей промышленности, что сходилось с рассуждениями с доводами Ф.Листа.